# Giuseppe Avelloni
Giuseppe Avelloni, auch Giuseppe Avellani oder Joseph Avelloni, (* 5. September 1761 in Venedig; † 16. April 1817 ebenda) war ein italienischer Dichter.

## Leben
Nach einem Studium bei den Jesuiten wurde Giuseppe Avelloni ein Mitglied der Accademia di belle arti di Venezia.
Er veröffentlichte verschiedene Schriften in Versen und Prosa-Werke; viele seiner Werke blieben jedoch unveröffentlicht.

## Schriften (Auswahl)
- Padova riacquistata. Venedig, 1790.
- Isabella Rovignana. Venedig, 1795 (Digitalisat).